# Virslīga 1998
L'edizione 1998 della Virslīga fu la 7ª del massimo campionato lettone di calcio dalla ritrovata indipendenza e la 24ª con questa denominazione; vide la vittoria finale dello Skonto Rīga, giunto al suo settimo titolo.
Capocannoniere del torneo fu Viktors Dobrecovs (Liepājas Metalurgs), con 23 reti.

## Stagione

### Novità
Alla fine della stagione precedente si registrò il fallimento di due squadre: Universitāte e Lokomotīve Daugavpils; pertanto a completamento degli organici fu ripescato il Rēzekne. Inoltre si iscrisse regolarmente il Ranto-Miks che aveva vinto la 1. Līga 1997 col nome di Ranto-AVV Rīga.

### Formula
Con la diminuzione del numero di club partecipanti (da 9 a 8) la formula fu leggermente modificata: le squadre si incontrarono in due turni di andata e due (anziché uno) di ritorno un totale di 28 incontri. Erano assegnati tre punti alla vittoria, un punto al pareggio e zero per la sconfitta.
La squadra ultima classificata retrocedeva in 1. Līga.

## Squadre partecipanti
| Club              | Città      | Stagione precedente                               |
| ----------------- | ---------- | ------------------------------------------------- |
| Dinaburg          | Daugavpils | 3° in Virslīga                                    |
| LU/Daugava Riga   | Riga       | 2° in Virslīga                                    |
| Metalurgs Liepāja | Liepāja    | 5° in Virslīga                                    |
| Ranto-Miks Rīga   | Riga       | 1° in 1. Līga, promosso                           |
| Rēzekne           | Rēzekne    | 9° in Virslīga, retrocesso e in seguito ripescato |
| Skonto            | Riga       | Campione lettone                                  |
| Valmiera          | Valmiera   | 7° in Virslīga                                    |
| Ventspils         | Ventspils  | 4° in Virslīga                                    |

## Classifica finale
|                     | Pos. | Squadra           | Pt | G  | V  | N  | P  | GF | GS  | DR  |
| ------------------- | ---- | ----------------- | -- | -- | -- | -- | -- | -- | --- | --- |
| Lettonia (bandiera) | 1.   | Skonto            | 67 | 28 | 21 | 4  | 3  | 98 | 27  | +71 |
|                     | 2.   | Metalurgs Liepāja | 57 | 28 | 17 | 6  | 5  | 62 | 25  | 37  |
|                     | 3.   | Ventspils         | 54 | 28 | 16 | 6  | 6  | 56 | 23  | +33 |
|                     | 4.   | Dinaburg          | 43 | 28 | 11 | 10 | 7  | 49 | 31  | +18 |
|                     | 5.   | Valmiera          | 37 | 28 | 10 | 7  | 11 | 39 | 59  | -20 |
|                     | 6.   | LU/Daugava Riga   | 30 | 28 | 7  | 9  | 12 | 42 | 42  | +0  |
|                     | 7.   | Rēzekne           | 11 | 28 | 2  | 5  | 21 | 22 | 80  | -58 |
|                     | 8.   | Ranto-Miks Rīga   | 11 | 28 | 2  | 5  | 21 | 25 | 106 | -81 |

### Verdetti
- Skonto Rīga Campione di Lettonia 1998 e ammesso al primo turno preliminare di Champions League.
- FK Riga (squadra fondata nel 1999) ammesso al Turno di qualificazione di Coppa UEFA come vincitore della Coppa di Lettonia 1999.
- Metalurgs ammesso al Turno di qualificazione di Coppa UEFA.
- Ventspils ammesso al primo turno della Coppa Intertoto 1999.
- Ranto-Miks retrocesso in 1. Līga 1999.

## Statistiche

### Classifica cannonieri
| Gol |  |  | Giocatore          | Squadra           |
| --- |  |  | ------------------ | ----------------- |
| 23  |  |  | Viktors Dobrecovs  | Metalurgs Liepāja |
| 20  |  |  | Mihails Miholaps   | Skonto            |
| 19  |  |  | Marians Pahars     | Skonto            |
| 11  |  |  | Vladimirs Babičevs | Skonto            |
| 11  |  |  | Vīts Rimkus        | Skonto            |